# عدنان الخضر
عدنان الخضر هو ممثل يمني ولد في العام 1983م، تخرج من جامعة عدن كلية الآداب،عرف بأدواره الكوميدية في المسرح والتلفزيون، إلى جانب عمله كمراجع نصوص درامية، ينحدر عدنان من محافظة عدن، وبرز اسمه في السنوات الأخيرة بوصفه أحد أبرز الوجوه الشابة في الساحة الفنية اليمنية، خاصة ضمن فرقة "خليج عدن" المسرحية، التي تُعد من الفرق الرائدة في المسرح اليمني الحديث.

## المسيرة الفنية
بدأ عدنان الخضر مشواره الفني من خلال المسرح، حيث شارك في تقديم العديد من الأعمال المسرحية التي لاقت نجاحًا جماهيريًا واسعًا، وأسهمت في إعادة إحياء الحراك المسرحي في اليمن، لا سيما في مدينة عدن.
إلى جانب نشاطه المسرحي، شارك الخضر في الدراما التلفزيونية اليمنية من خلال عدة مسلسلات وأفلام قصيرة، اتسمت معظمها بالطابع الكوميدي الاجتماعي الذي يعكس الواقع اليمني بأسلوب ساخر وهادف.
كما عمل أيضًا مراجعًا للنصوص الدرامية، وشارك في تطوير نصوص بعض الأعمال المسرحية والتلفزيونية، مما عزز مكانته بين صناع الفن في اليمن.

## فرقة خليج عدن
يُعد عدنان الخضر أحد أعضاء فرقة "خليج عدن" المسرحية، وهي فرقة شبابية تأسست بهدف إحياء المسرح اليمني وتقديم عروض فنية تحمل مضامين اجتماعية وإنسانية بقالب حديث ومعاصر. وقد أسهم من خلال الفرقة في عدد من المسرحيات الناجحة التي حظيت بإقبال واسع داخل اليمن وخارجه.

## الأسلوب الفني
يميل عدنان الخضر إلى تقديم الشخصيات الكوميدية ذات الطابع الشعبي، ويتميز بأسلوبه التمثيلي البسيط القريب من الناس، والذي يجمع بين السخرية والواقعية. كما عرف عنه اهتمامه بالمحتوى الجيد والهادف الذي يحترم وعي الجمهور ويعالج قضايا المجتمع اليمني بلغة فنية راقية.

## أعماله
شارك عدنان الخضر  في عدد من المسرحيات والمسلسلات الدرامية، إلا أن أبرز حضوره كان في العروض المسرحية الجماهيرية التي قدمتها فرقة "خليج عدن"، للمخرج اليمني عمرو جمال والتي حققت صدى واسعًا في الوسط الثقافي والفني اليمني.

### من الأفلام
- فيلم رحلة ذهاب one way
- أنا نجوم بنت العاشرة ومطلقة

### من المسرحيات
- معك نازل [6]
- صفحة بيضاء
- كرت أحمر
- صرف غير صحي
- حلا حلا يستاهل
- عائلة دوت كوم
- سيدتي الجميلة

### من المسلسلات
- مسلسل رحلة ذهاب 2021
- مسلسل بيت المداليز 2021
- مسلسل أصحاب [7]
- مسلسل حافة الأُنس
- مسلسل همي همك

### البرامج التلفزيونية
- نشرة غسيل
- ع الماشي
- آخر قرار